# Spilichneumon physcoteloides
Spilichneumon physcoteloides är en stekelart som beskrevs av Heinrich 1961. Spilichneumon physcoteloides ingår i släktet Spilichneumon och familjen brokparasitsteklar. Inga underarter finns listade i Catalogue of Life.